# Tunatas
Los tunatas (en griego antiguo: Θουνᾶται) eran una tribu dardania, junto con los galabrios, mencionada por Estrabón.

## Nombre
El nombre tribal tunatai se ha relacionado con el nombre mesapio daunioi/daunii' de Apulia (sureste de Italia).

## Geografía
Según Estrabón, los tunatas eran una tribu dardania que limitaba al este con los tracios medos.
Se ha sugerido que los tunatas pueden haber sido un pueblo tracio o probablemente fuertemente influenciado por los tracios vecinos. Sin embargo, Estrabón considera explícitamente a los tunatas como un pueblo dardanio, separándolos también de la tribu tracia de los medos, y por tanto de los tracios. El relato de Estrabón proporciona pruebas de que en su territorio oriental los dardanios limitaban con los tracios.